# Bivacco Comici
Il bivacco "Emilio Comici" è un bivacco delle Dolomiti ampezzane, posto alle pendici nordorientali del gruppo del Sorapiss. Intitolato all'alpinista triestino Emilio Comici, è proprietà della sezione CAI XXX Ottobre, con sede nella città giuliana.

## Localizzazione e accessi
Si trova all'inizio del ghiaione detto Busa del Banco, circondato dalle cime che costituiscono l'appendice nordorientale del gruppo del Sorapiss: a est è dominato dalla Croda del Banco (2150 m s.l.m.) e a sudovest dalle Torri della Busa (2638 m) e dal Col del Fuoco (2567 m).
L'accesso più diretto avviene dalla località Palus San Marco in val d'Ansiei (segnavia 226 e 27
7; 3.30 ore), tramite un percorso reso difficoltoso da alcuni salti di roccia, in parte attrezzati.
Per la struttura transita inoltre il sentiero 243, tratto dell'alta via n. 4: da una parte, permette di raggiungere il rifugio Vandelli attraverso la ferrata omonima (3-3.30 ore); dall'altra, superate le forcelle Alta del Banco e Bassa del Banco, diventa il percorso alpinistico Carlo Minazio che conduce al bivacco Slataper (3-30-4 ore), al rifugio San Marco (3-3.30 ore) o al bivacco Voltolina (3.30 ore). Si tratta in tutti i casi di sentieri con tratti molto esposti e non facili per escursionisti inesperti.